# Du silence et des ombres
Pour plus de détails, voir Fiche technique et Distribution.
Du silence et des ombres (To Kill a Mockingbird) est un film de procès américain réalisé par Robert Mulligan sorti en 1962, adaptation du roman Ne tirez pas sur l'oiseau moqueur de Harper Lee.

## Synopsis
Le récit prend place dans les années 1930, pendant la Grande Dépression, dans la ville fictive de Maycomb en Alabama, au cœur de l'Amérique sudiste ségrégationniste. Atticus Finch, avocat et veuf, élève ses deux enfants Jean Louise (surnommée Scout) et Jeremy (Jem), avec l'aide d'une gouvernante noire, Calpurnia, qui tient lieu de mère aux deux enfants. Scout est la narratrice. Jem et Scout se lient d'amitié avec Dill, un garçon qui séjourne chez sa tante pendant l'été. Les trois enfants sont terrifiés et fascinés par leur voisin Boo Radley qui vit reclus chez lui. Les enfants imaginent l'apparence de Boo et les raisons qui le poussent à rester chez lui et essayent de le faire sortir de sa maison. Scout et Jem trouvent des petits cadeaux dans l'arbre situé devant la maison des Radley.
Avocat droit et honnête, Atticus Finch est commis d'office pour la défense d'un Noir nommé Tom Robinson, accusé d'avoir violé une femme blanche, Mayella Ewell, qui témoigne contre lui au tribunal, ainsi que son père Bob Ewell. Au cours du procès, Atticus Finch réussit à mettre sérieusement en doute la culpabilité de Tom. Il met en évidence des contradictions dans les versions des accusateurs.
Les trois enfants Scout, Jem et leur jeune voisin Dill, lors de ce procès, vont découvrir à la fois la violence des hommes et de la société et l'éthique d'un père qu'ils connaissaient au fond très mal. Le récit raconté à travers les souvenirs et le regard des enfants Scout et Jem (avec une caméra placée à hauteur d'enfant), est parsemé de détails sur la vie et les mentalités de l'époque ainsi que d'anecdotes de voisinage (dont certaines inspirées des souvenirs d'enfance d'Harper Lee).

## Fiche technique
- Titre : Du silence et des ombres
- Titre original : To kill a Mockingbird
- Réalisation : Robert Mulligan
- Scénario : Horton Foote d'après le roman Ne tirez pas sur l'oiseau moqueur de Harper Lee
- Production : Alan J. Pakula
- Musique : Elmer Bernstein
- Photographie : Russell Harlan
- Décors : Alexander Golitzen, Henry Bumstead, Oliver Emert
- Costumes : Rosemary Odell
- Montage : Aaron Stell
- Pays d'origine : États-Unis
- Format : noir et blanc
- Genre : Drame
- Durée : 129 minutes
- Date de sortie : 25 décembre 1962

## Distribution
- Gregory Peck (VF : Jean-Claude Michel) : Atticus Finch
- Mary Badham (VF : Sylviane Margollé) : Jean Louise « Scout » Finch
- Phillip Alford (VF : Pierre Guillermo) : Jeremy Atticus « Jem » Finch
- John Megna : Charles Baker « Dill » Harris
- Frank Overton (VF : Jean Violette) : le shérif Heck Tate
- Rosemary Murphy (VF : Paule Emanuele) : Maudie Atkinson
- Brock Peters (VF : Georges Aminel) : Tom Robinson
- Estelle Evans (VF : Jane Val) : Calpurnia
- James Anderson (VF : Roger Rudel) : Robert E. Lee « Bob » Ewell
- Collin Wilcox Paxton : Mayella Violet Ewell
- Paul Fix : le juge Taylor
- William Windom : le procureur Gilmer
- Robert Duvall : Arthur « Boo » Radley
- Ruth White : Mme Dubose
- Crahan Denton (VF : Henry Djanik) : Walter Cunningham Sr.
- Alice Ghostley (VF : Julia Dancourt) : Tante Stephanie Crawford
- Richard Hale : Nathan Radley

Acteurs non crédités
- Steve Condit : Walter Cunningham Jr.
- Hugh Sanders (VF : Jean Berton) : le docteur Reynolds
- Bill Walker : le révérend Sykes
- Paulene Myers : Jesse, la servante de Mme Dubose
- Jester Hairston : Spence Robinson, le père de Tom
- Kim Hamilton : Helen Robinson
- David Crawford : David Robinson
- Guy Wilkerson : le premier juré

## Autour du film

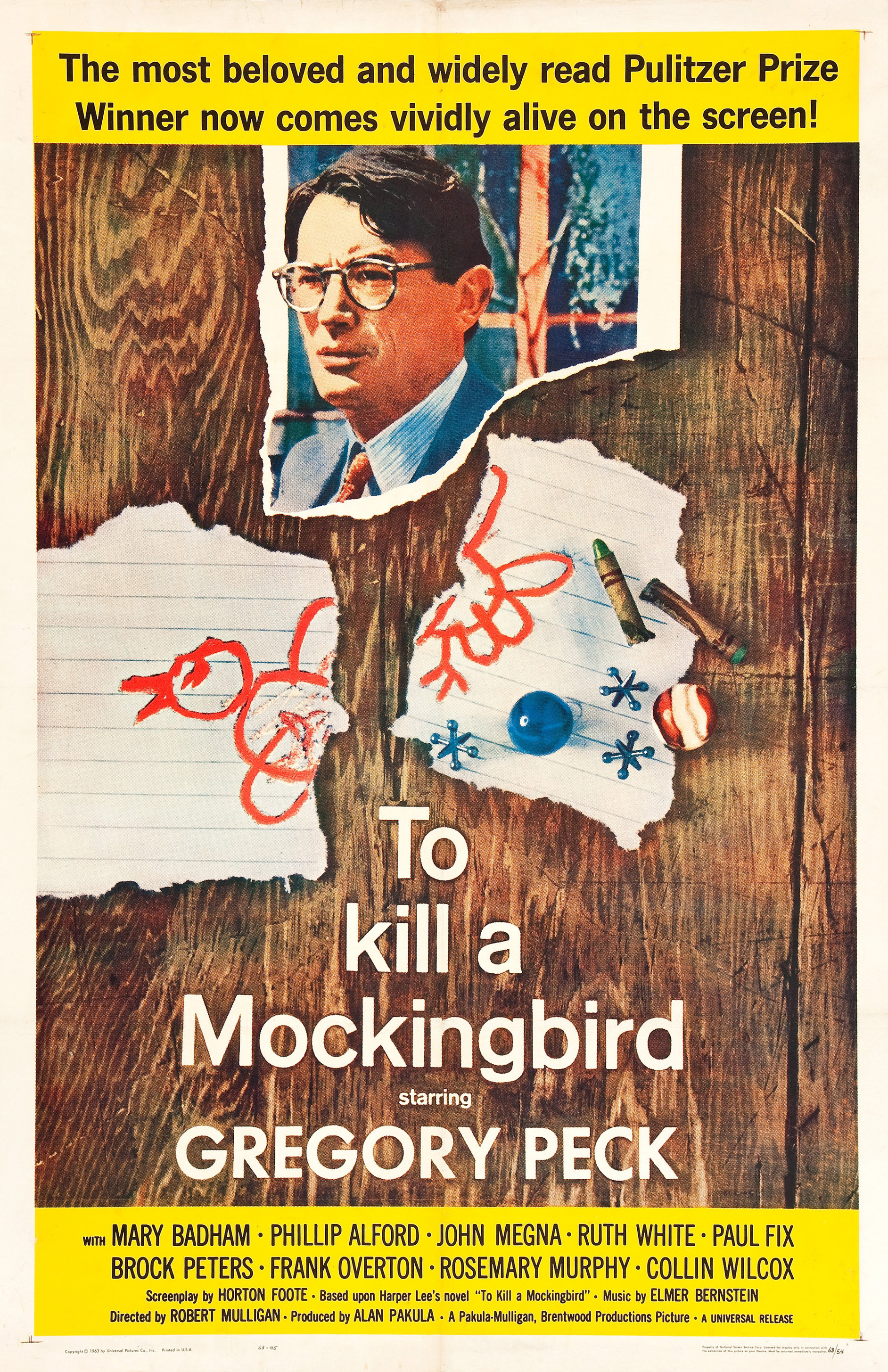
L'affiche du film

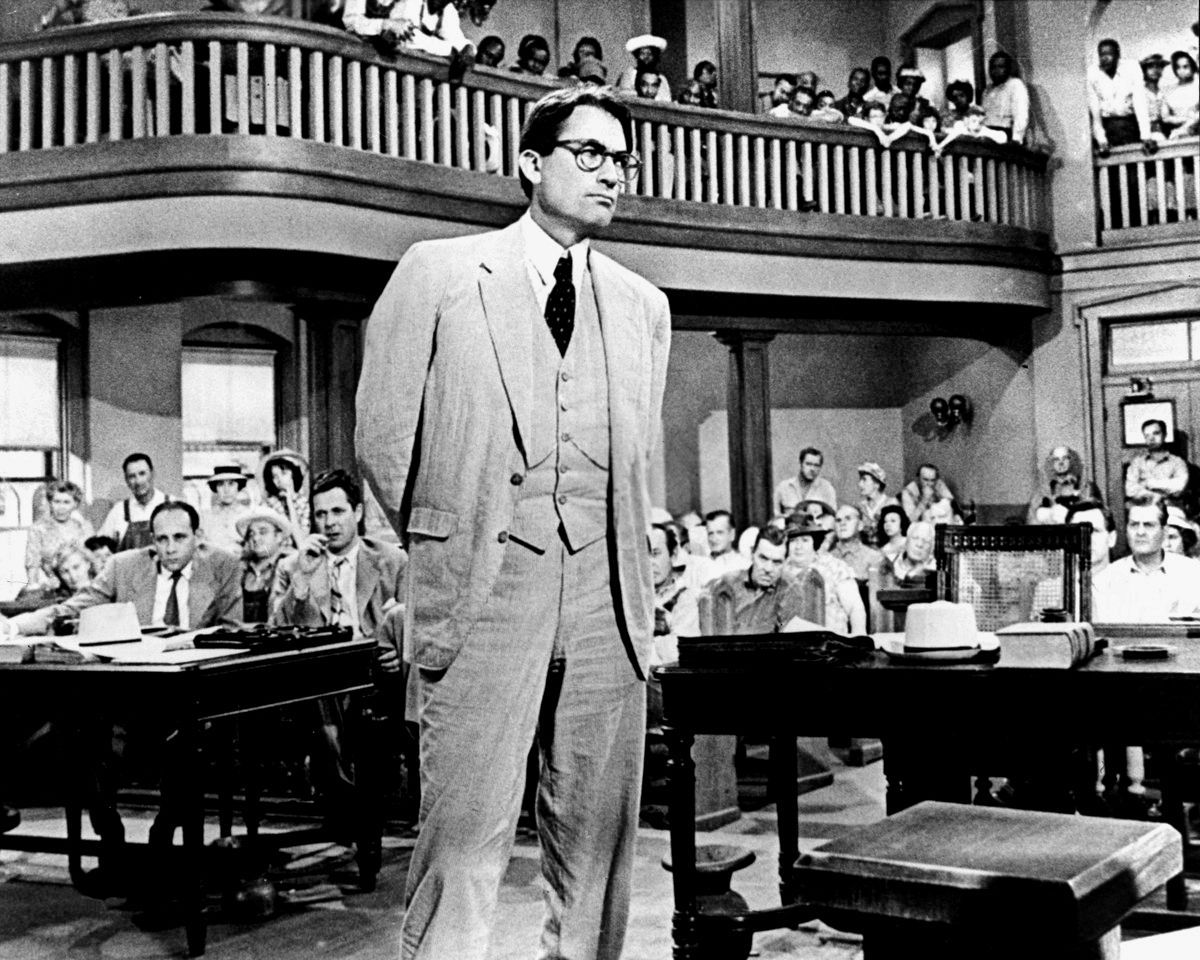
Gregory Peck

- Le rôle de Boo Radley a inspiré le groupe musical britannique The Boo Radleys et le personnage principal, le groupe de rock Atticus.
- C'est le film favori du réalisateur Cameron Crowe qui y fait référence dans plusieurs de ses propres films : Presque célèbre (Almost Famous) commence quand les protagonistes sortent d'un cinéma jouant To Kill a Mockingbird ; dans Vanilla Sky, une scène entre Atticus et Scout fait partie des souvenirs visuels de David Aames (joué par Tom Cruise).
- La salle du procès du film apparaît aussi dans le film Tick... Tick... Tick et la violence explosa (1970).
- C'est la toute première apparition de l'acteur Robert Duvall sur grand écran (il a fait un cameo dans Armstrong Circle Theatre).

## Distinctions
- Trois Oscars : Oscar du meilleur acteur pour Gregory Peck, Oscar du meilleur scénario adapté pour Horton Foote et Oscar de la meilleure direction artistique pour un film en noir et blanc.
- Trois Golden Globe Award  dont celui du meilleur acteur dans un film dramatique pour Gregory Peck
- Considéré comme « culturellement important » par la Bibliothèque du Congrès et sélectionné en conséquence pour préservation au National Film Registry en 1995.
- Ce film a été classé à la 25e place des meilleurs films américains de l'histoire dans le Top 100 de l'American Film Institute établi en 2007. Il apparaissait déjà à la 35e place dans ce classement en 1998.
- L'American Film Institute a nommé Atticus Finch en 1re place des héros dans sa liste des 100 plus grands héros et méchants du cinéma américain.
- Ce film fait partie de la Liste du BFI des 50 films à voir avant d'avoir 14 ans établie en 2005 par le British Film Institute.
- Il est le 3e film préféré du Nostalgia Critic, après Brazil et Amadeus.